# Kabinet-Hoffmann I
Het kabinet-Hoffmann I regeerde van 20 december 1947 tot 14 april 1951 in de Duitse deelstaat Saarland.
Ondanks het feit dat de CVP bij de Landdagverkiezingen van 5 oktober 1947 de absolute meerderheid verkreeg, besloot de leider van de CVP, Johannes Hoffmann toch een coalitie aan te gaan met de SPS.
| Ambt                                                                    | persoon           | partij     |
| ----------------------------------------------------------------------- | ----------------- | ---------- |
| Minister-President                                                      | Johannes Hoffmann | CVP        |
| Minister van Binnenlandse Zaken en Wederopbouw                          | Johannes Hoffmann | CVP        |
| Staatssecretaris van Binnenlandse Zaken en Wederopbouw                  | Edgar Hector      | CVP        |
| Minister van Justitie                                                   | Heinz Braun       | SPS        |
| Minister van Financiën en Bosbouw                                       | Christian Grommes | partijloos |
| Minister van Religieuze Zaken en Onderwijs                              | Emil Straus       | CVP        |
| Minister van Arbeid en Welvaart                                         | Richard Kirn      | SPS        |
| Minister van Economische Zaken, Verkeer, Voedselvoorziening en Landbouw | Franz Singer      | CVP        |